# Bisschoppelijk mandement
Een bisschoppelijk mandement (v. Lat. mandare = bevelen),  is een officieel herderlijk schrijven van een of meer katholieke bisschoppen aan de gelovigen.

## Bisschoppelijke mandementen in België
- Bisschoppelijk Mandement van 1838: Tegen de vrijmetselarij (januari 1838)
- Bisschoppelijk Mandement van 13 mei 1966: Over de Katholieke Universiteit Leuven, waarin het Belgische episcopaat opkwam voor ‘het behoud van de institutionele en functionele eenheid van de Alma Mater en de fundamentele geografische eenheid die ze in Leuven situeert.' De explosieve verklaring lokte een felle protestgolf uit over heel Vlaanderen in de strijd om Leuven Vlaams en zette CVP- Volksvertegenwoordiger Jan Verroken aan om in de Kamer een wetsvoorstel tot overheveling van de Franstalige afdeling van de KUL naar Wallonië in te dienen.[1]

## Bisschoppelijke mandementen in Nederland
In Nederland hebben de volgende mandementen vooral de aandacht getrokken:
- Bisschoppelijk Mandement van 1868: Mandement over het onderwijs
- Bisschoppelijk Mandement van 1934: Tegen het fascisme, ontraadt lidmaatschap van de N.S.B.
- Bisschoppelijk Mandement van 1936: Tegen fascisme en nationaalsocialisme, verbiedt het lidmaatschap van N.S.B.
- Bisschoppelijk Mandement van 1943: Tegen het wegvoeren van Nederlanders door de Duitsers
- Bisschoppelijk Mandement van 1954: Over De katholiek in het openbare leven van deze tijd (titel)